# 易司马仪宫
易司马仪宫是阿塞拜疆首都巴库的一座历史建筑，目前为阿塞拜疆国家科学院所在地。
这座宫殿是为穆斯林慈善协会而建造，由波兰建筑师Józef Plośko设计，百万富翁穆萨Musa Naghiyev捐建。该建筑以他已故的儿子易司马仪命名。。
建设始于1908年，结束于1913年。这座建筑为威尼斯哥特式风格。在建筑的正面和侧面用金色字体雕刻了以下句子:
“只有在工作的帮助下，人们才能实现自己的目标。“ “工作创造了人类.” “一个人应该为知识努力，从出生到死亡.” “穆斯林，你的世纪与你同死。为未来做好准备。”“为知识而努力，不管道路有多漫长。”
开幕式后，穆斯林慈善协会成员、穆斯林妇女、巴库知识分子和神职人员会议在该建筑的白色石头大会堂举行。大厅的窗户开向尼古拉耶夫斯卡娅街。该建筑在1918年3月曾遭受战火破坏。
1923年，在建筑师Dubov的指导下，建筑物重建，外墙前面和侧面的句子被删除。易司马仪宫重建之后，被各种各样的组织和机构占据: “阿塞拜疆审查和研究协会”、“考古委员会”、“土耳其文化协会”、“手抄本基金会”、苏联科学院分院等等。目前，科学院设于此处。

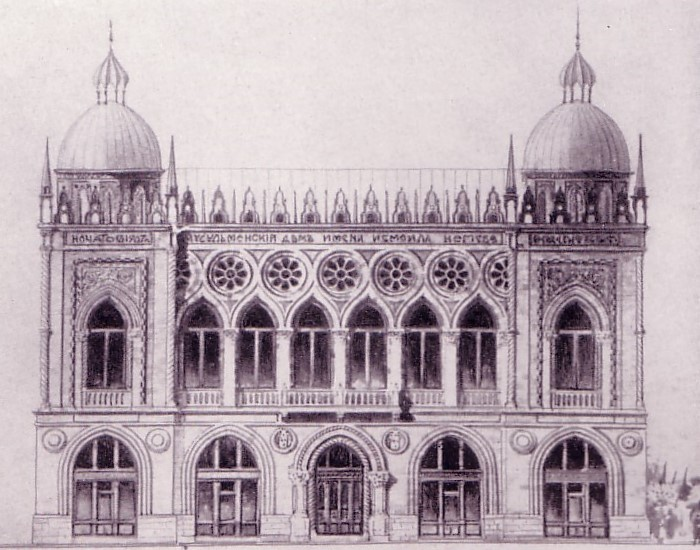
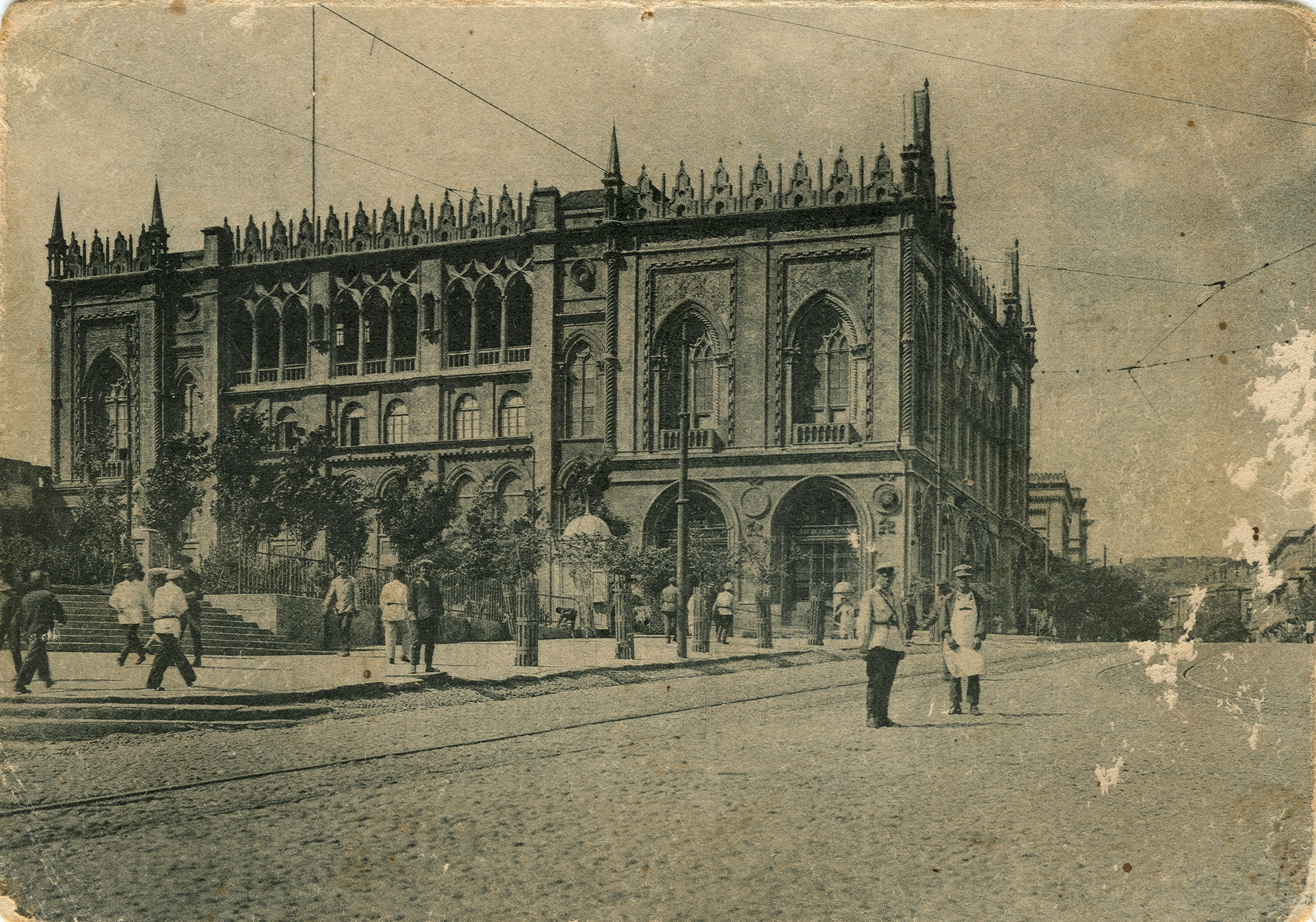
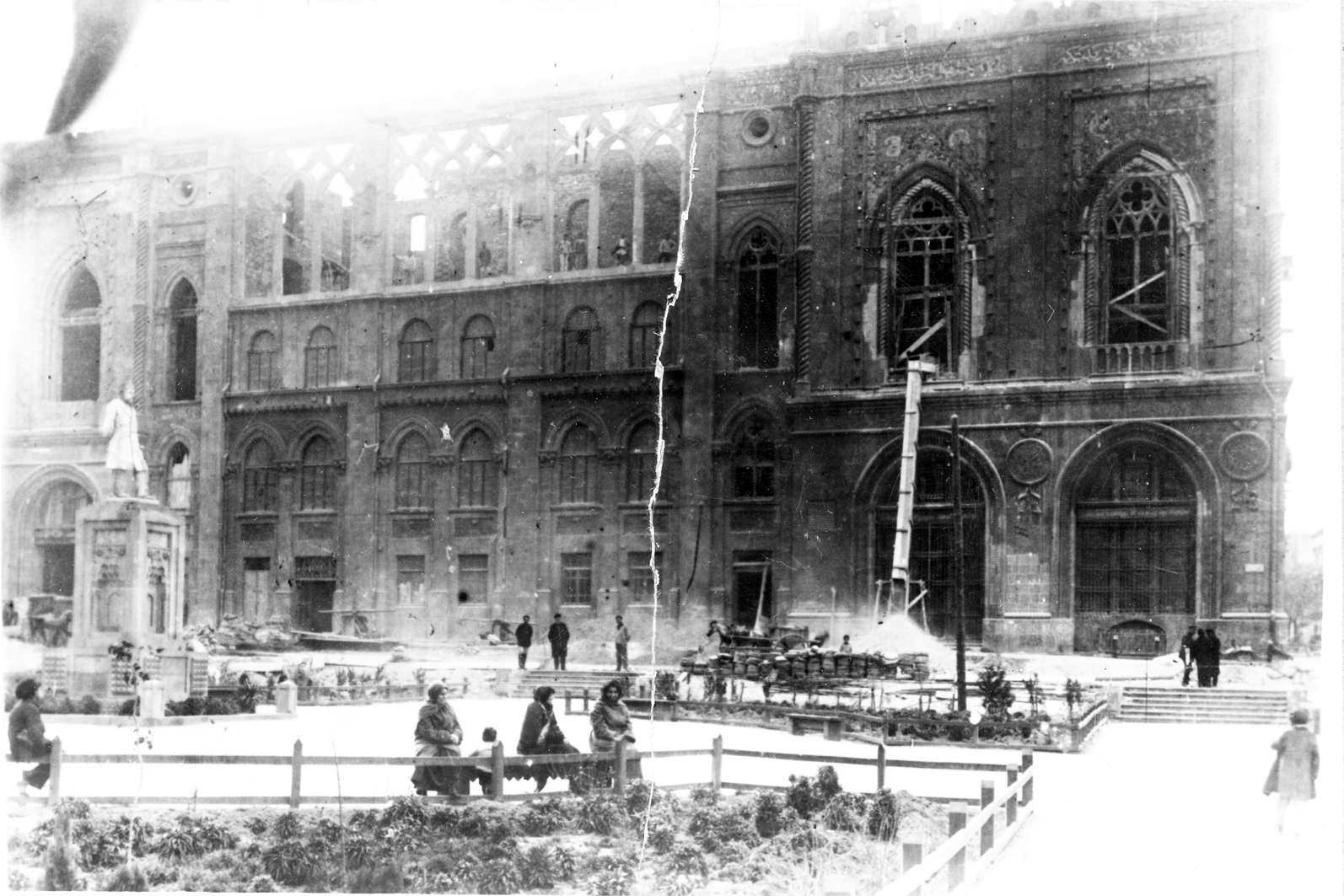
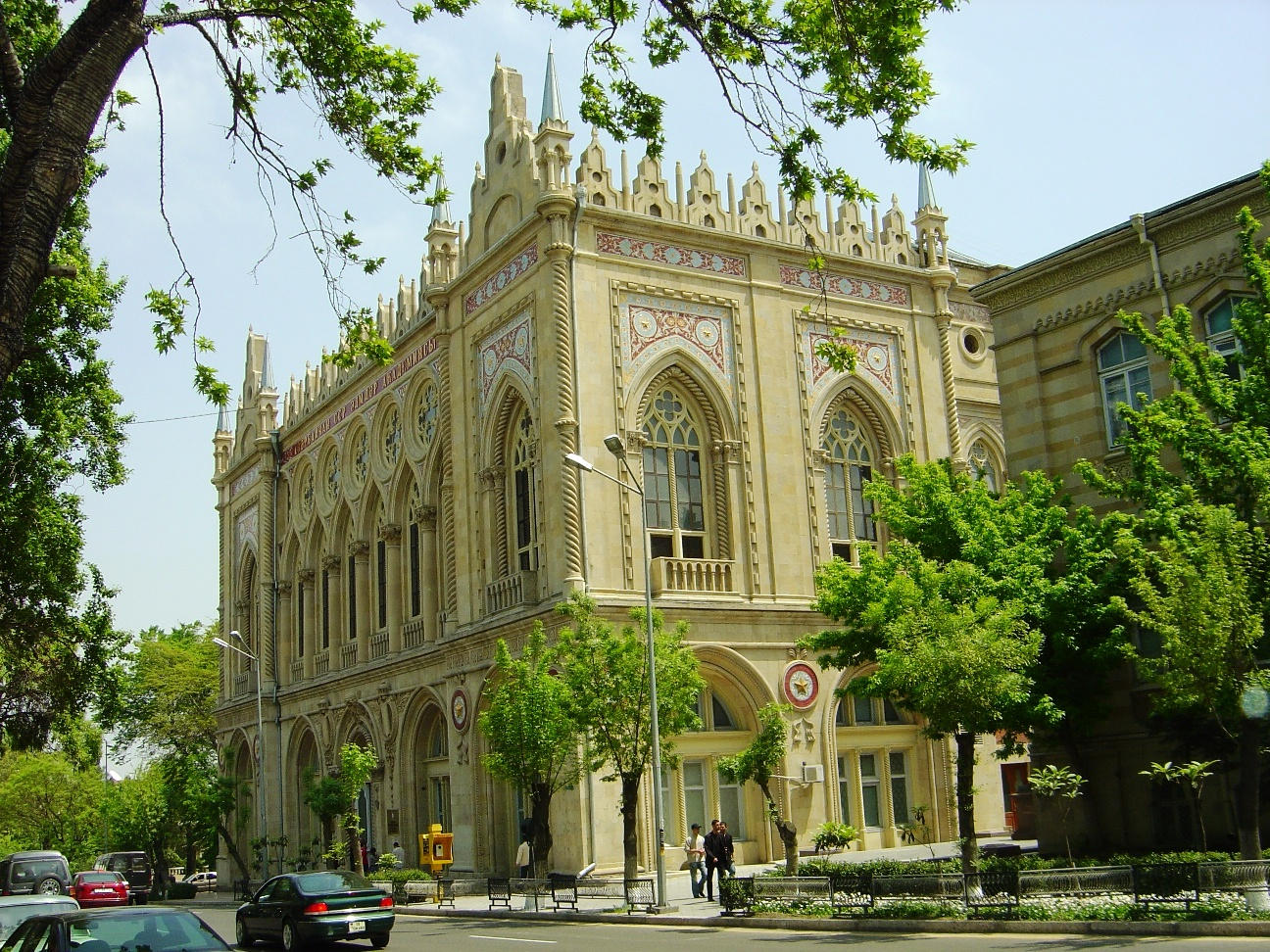
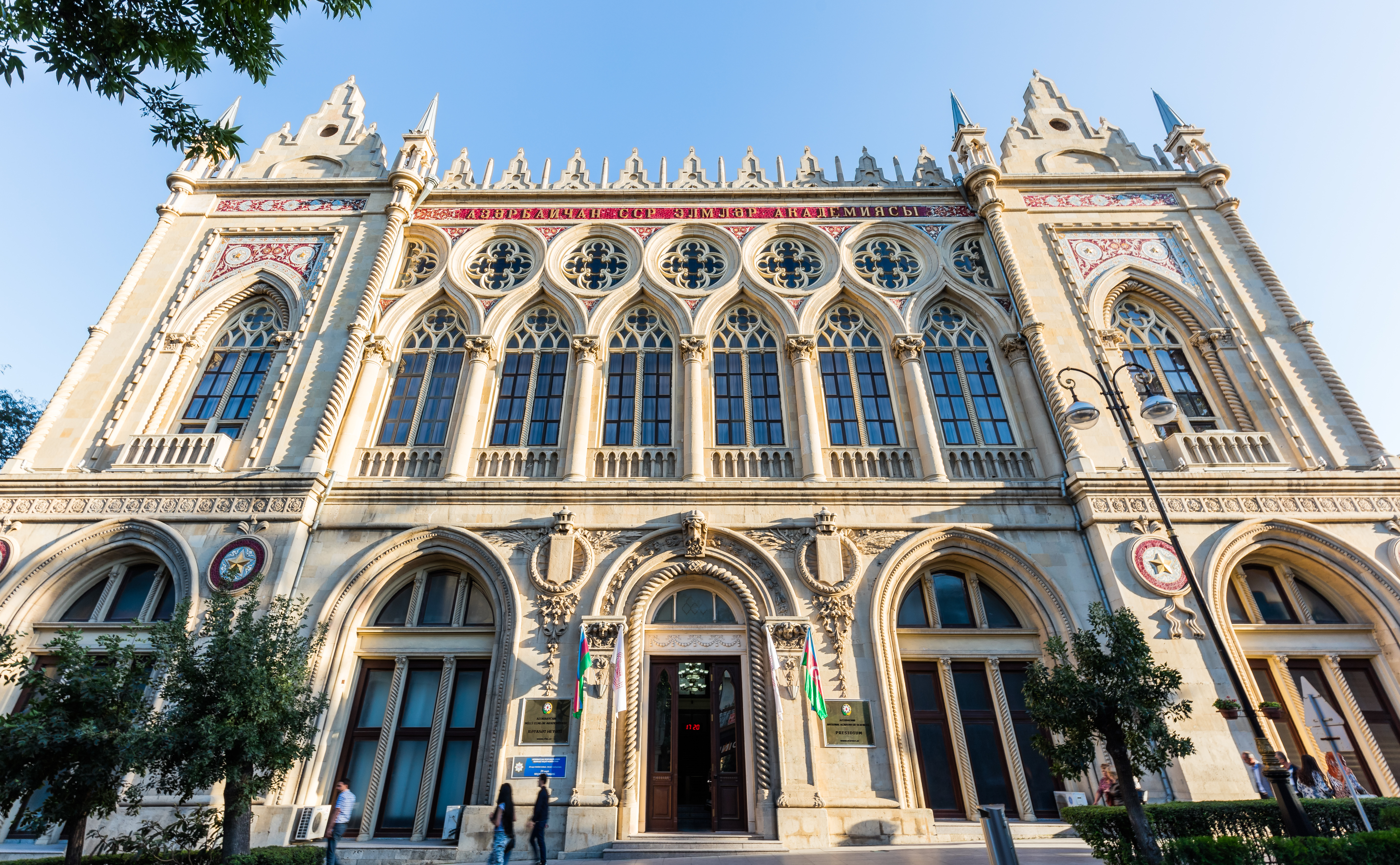
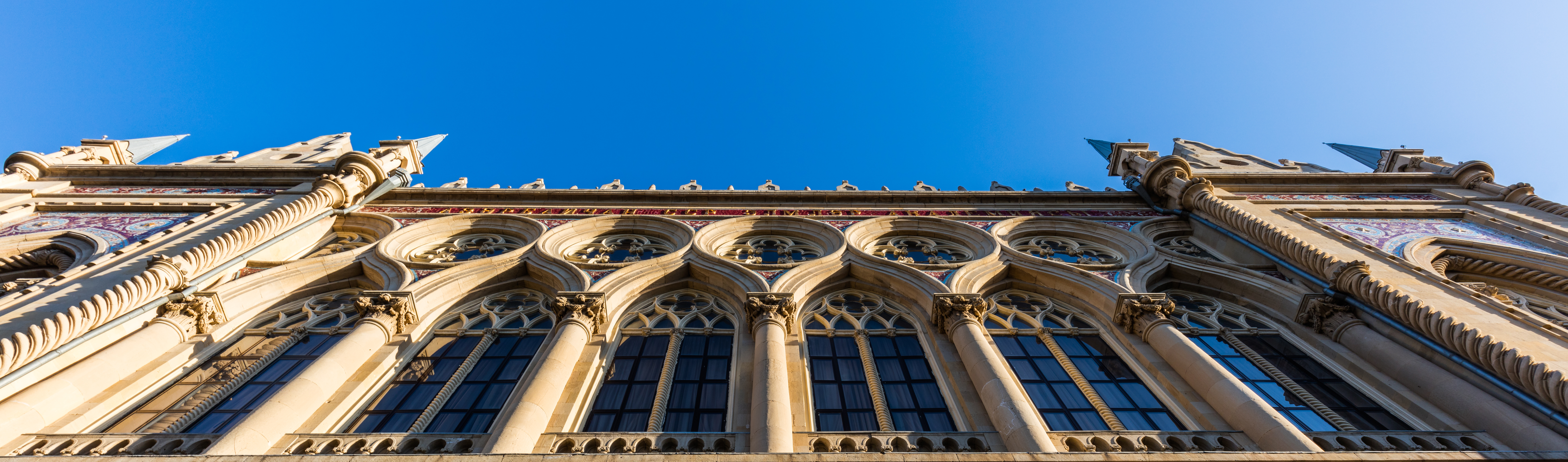